# Thermes romains de Riez
Les thermes romains de Riez sont un ensemble de deux complexes thermaux d'époque romaine. Ils sont situés sur la rive sud de la Colostre, dans l'actuelle ville de Riez, dans le département des Alpes-de-Haute-Provence. Leurs vestiges ont été fouillés dans les années 1966 à 1972, mais ont disparu lors d'opérations immobilières, et ne sont pratiquement plus visibles.

## Histoire d'une découverte
La découverte faite en 1842 dans le secteur de la cathédrale par Benjamin Maillet de moellons carrés et des praefurnia (les systèmes de chauffage) n'est pas approfondie à l'époque car la commission chargée d'évaluer ses travaux ne l'estime pas nécessaire. Aucune publication n'est faite, et la seule trace de la découverte sont les notes manuscrites figurant dans le carnet de Maillet. Quelques travaux archéologiques effectués en 1936 par Jules Formigé dans le même secteur n'apportent que des résultats modestes. Il faut attendre les fouilles entreprises de 1966 à 1972 pour que soient exhumés par Guy Barruol les vestiges des thermes de la cathédrale entrevus par Maillet, et ceux des thermes de l'Est. Enfin, les recherches dirigées par Philippe Borgard (CNRS Centre Camille Jullian) depuis 2003, combinent l'exploitation des relevés de fouilles antérieures avec des sondages ponctuels, et permettent de reconstituer en partie l'organisation des deux complexes thermaux. Moins de 200 m séparent les deux ensembles, situés de part et d'autre du ruisseau du Valvachère, petit affluent de la Colostre.

## Les thermes de la cathédrale

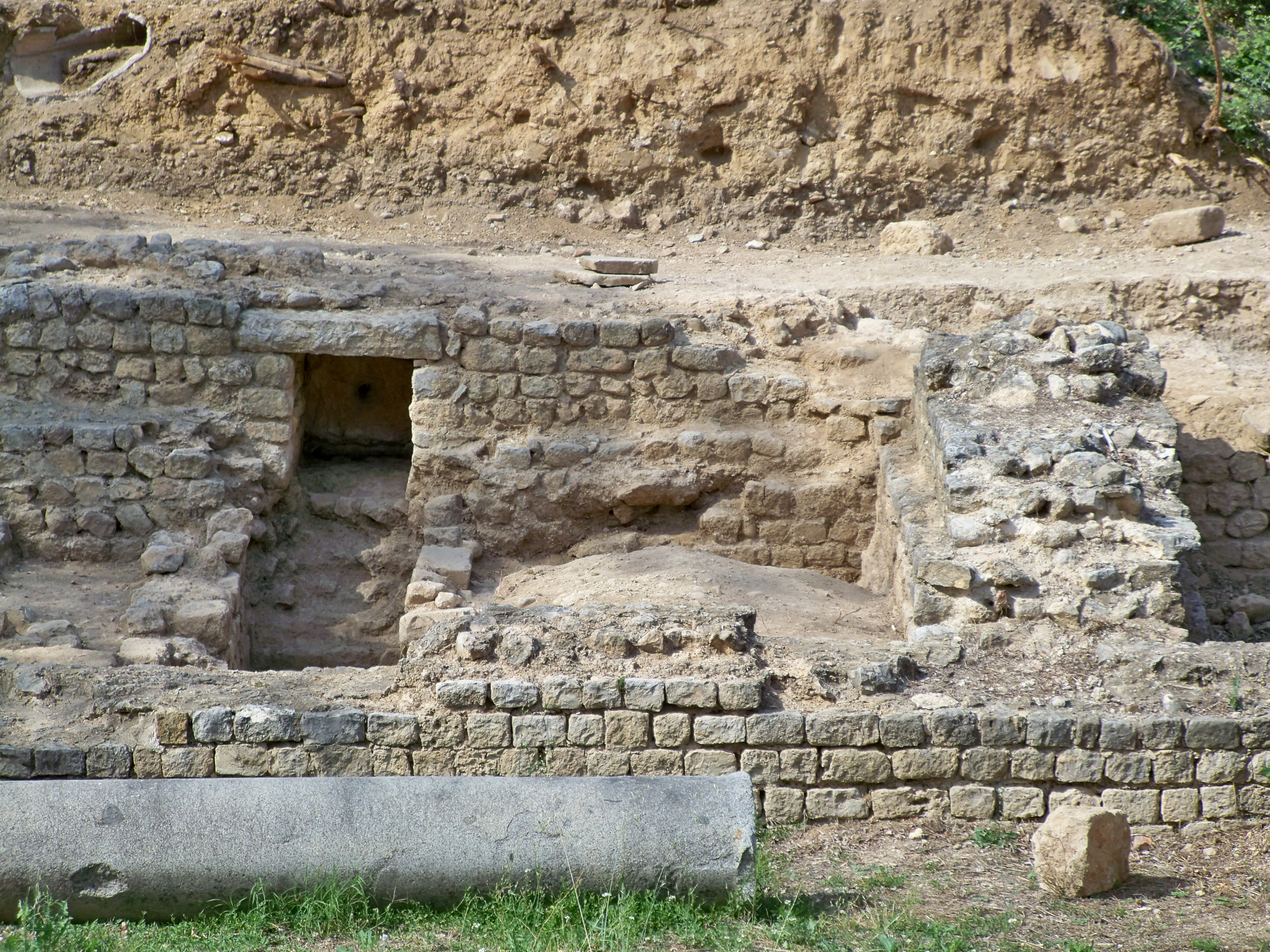
Fouilles du baptistère. Fragment de colonne et mur en opus quadratum

Découverts dès 1842, et fouillés à partir de 1966 dans le cadre un chantier d'étude des vestiges de la cathédrale paléochrétienne, qui révèle l'implantation de celle-ci sur les substructions des thermes, arasées à 25 cm environ pour servir de fondation à la cathédrale. Ces thermes sont ceux dont l'organisation est la mieux restituée. Ils étaient bâtis sur une terrasse artificielle surplombant le cours canalisé du Valvachère. Cette terrasse mesure 74 mètres de long sur environ 30 mètres de large. Un portique large de 3,45 mètres constituait la façade des thermes longeant le Valvachère. Derrière ce portique, trois ailes distribuées en U autour d'une cour peuvent être restituées : la grande salle au nord est large de 11,25 mètres et ne possède pas de murs intermédiaires, ce qui en fait un gymnase. Son sol est constitué d'un béton de tuileau. L'aile ouest est divisée en quatre pièces dont trois sont sur hypocauste (système de chauffage). Le quatrième, la plus au nord, à l'angle nord-ouest, sert d'articulation entre le gymnase et les trois pièces chauffées. C'est la pièce froide, le frigidarium. Ce frigidarium abrite un baptistère paléochrétien du Ve siècle. Ses fortes maçonneries suggèrent qu'il s'agissait d'une pièce voûtée. À son extrémité ouest se trouve une piscine. Les trois autres pièces constituent la partie chauffée des thermes et sont à interpréter comme étant le laconicum (l'étuve), auquel on accède via le tepidarium précédé de l'apodyterium (vestiaire et salle d'entrée du complexe thermal).
L'aile n'est que partiellement fouillée, ce qui ne permet pas de restituer ses fonctions. Seul le départ de deux salles est découvert.

## Les thermes de l'Est
Une seule campagne d'étude a été menée en 1967 sur ce site, au lieu-dit Pré de Foire. Les thermes ont été fouillés rapidement, puis recouverts et partiellement détruits lors de la construction du collège Maxime Javelly. Deux pièces rectangulaires aux murs de 1,5 mètre d'épaisseur et au sol dallé de marbre sur hypocauste sont partiellement dégagées et clairement identifiées : le caldarium, la plus grande (8,9 mètre sur au moins 16,5 mètre), et le tepidarium. Au sud, une autre grande pièce (10,75 mètres par 13,6 mètres) est identifiée comme une cour annexe des thermes. À l'est de cette cour, deux petites pièces contenant des amas de cendres qui révèlent la présence d'une chaufferie. Entre le caldarium et la cour, une tranchée, égout ou canal, drainait probablement des latrines. Il manque manifestement le frigidarium, qui reste à trouver, peut-être au nord des deux salles découvertes, mais des opérations immobilières des années 1970 empêchent toute fouille.